# Mezzanotte e un minuto (film)
Mezzanotte e un minuto (12:01) è un film per la televisione del 1993, diretto da Jack Sholder.
La pellicola, tratta dal racconto 12:01 P.M. di Richard Lupoff (pubblicato nel 1973) e conosciuta anche con il titolo Un minuto dopo mezzanotte, è celebre per le numerose similitudini con il film dello stesso anno Ricomincio da capo.

## Trama
Barry Thomas è un impiegato che lavora in un'agenzia nucleare; casualmente assiste all'omicidio di Lisa Fredericks, brillante dottoressa di cui era segretamente innamorato, evento che lo sconvolge profondamente. La sera stessa, a causa di un corto circuito, riceve però una scossa elettrica che sconvolge il flusso spazio-temporale e gli permette di rivivere la giornata precedente. Barry tenta così di salvare Lisa e di scoprire i motivi legati al suo assassinio.

## Distribuzione
Negli Stati Uniti, la pellicola è stata trasmessa su Fox il 5 luglio 1993 e distribuita in DVD a partire dal 28 novembre 2006. In Italia la pellicola è stata distribuita da Cecchi Gori Group, nel dicembre 1995.

### Edizione italiana
L'edizione della pellicola è stata curata da CDC Sefit Group; la direzione del doppiaggio è stata affidata a Cesare Barbetti, assistito da Emiliana Luini. 